# Neurepidosis minutus
Neurepidosis minutus är en tvåvingeart som beskrevs av Spungis 1987. Neurepidosis minutus ingår i släktet Neurepidosis och familjen gallmyggor.
Artens utbredningsområde är Lettland. Inga underarter finns listade i Catalogue of Life.